# Kommissarin Lucas – Am Ende muss Glück sein
Am Ende muss Glück sein ist ein Film des ZDF, der Teil der Kriminalfilmreihe Kommissarin Lucas ist. Maris Pfeiffer führte Regie bei dem 2011 ausgestrahlten Fernsehfilm. In ihrem vierzehnten Fall stößt Kommissarin Lucas (Ulrike Kriener) in das Milieu der Altersprostitution vor. Die Gastrollen sind besetzt mit Hannelore Elsner, Elmar Wepper, Renate Krößner, Vladimir Burlakov, Traute Hoess und Günter Junghans. 

## Handlung
Hauptkommissarin Ellen Lucas wird zu einem Tatort an der Donau gerufen. Dort liegt die Leiche einer etwa 60-jährigen Frau, die keine Papiere, nicht mal ein Handy bei sich hat. Sie ist an einer Kopfverletzung gestorben, verblutet. Unter den Schaulustigen auf der Brücke fällt der Kommissarin ein junger Mann mit Sonnenbrille auf, der über die Maßen interessiert scheint, sich aber mit seinem Motorroller entfernt, als er bemerkt, dass die Beamten auf ihn aufmerksam geworden sind. Lucas nimmt zusammen mit ihrem Mitarbeiter Leander Blohm seine Verfolgung auf. Ihr Weg führt sie zum „Club Aurora“ – Nachtclub mit Tabledance, wie Blohm bemerkt. Der Inhaber Hermann Liebl erzählt Lucas, dass es sich bei dem jungen Mann um Philip Schumann handelt, der im „Orkan“ arbeite. Liebl beschwert sich über die „Schlampen vom Oma-Strich“. Das „Orkan“ gehört Nadja Schumann, Philips Mutter. Nun erfahren sie von dem jungen Mann auch, dass die Frau von der Donau Maria heißt. Er kenne sie aus der Kneipe, dort sei sie öfter gewesen. 
An einem Tisch vor dem Lokal trifft Lucas überraschend auf ihren Vermieter Max, der dort mit einer Frau sitzt, die sehr aufgeregt zu sein scheint. Er stellt sie Ellen als eine Schulfreundin vor. Auch sie kannte Maria, ebenso wie Nadja Schumann. Jede Frage, die die Kommissarin stellt, wird jedoch abgeblockt oder mit einer Gegenfrage beantwortet. Lucas’ Vorgesetzter Boris Noethen stellt Ellen auf dem Kommissariat Ferdinand Bolte vor, der seine Frau vermisst. Schnell wird klar, dass es sich bei der toten Maria um Boltes Frau handelt. Mit großer Wahrscheinlichkeit hat Maria Bolte als Freizeit-Prostituierte gearbeitet. Bolte hat ein Alibi, er war am Abend auf einer Party, hat ziemlich viel getrunken. Er wusste, was Maria macht, er habe halt einfach akzeptiert, dass die Maria jetzt eine „Geschäftsfrau“ ist. Lucas schwangere Mitarbeiterin Julia Brandl hat in Erfahrung gebracht, dass Nadja Schumann früher selbst Prostituierte war und die Gaststätte erst nach dem Tod ihrer Schwester übernommen hat. Bis dahin sei das ein ganz normales Lokal gewesen. Ihr Sohn Philip sei übrigens in Regensburg bei ihrer Schwester aufgewachsen.
Lucas spricht mit Nadja Schumann, die meint, die Kommissarin habe keine Ahnung, warum Frauen sich prostituierten. Geld sei immer ein Grund. Alle weiteren Fragen blockt sie ab. Lucas lädt Philip Schumann zu einer Befragung aufs Kommissariat vor. Auch er blockt fast jede Frage ab. Lucas lässt ihn durch Blohm beschatten. Er steigt in den Wagen von Liebl ein, der ihn misshandelt und massiv bedroht. Liebl ist als seriöser Geschäftsmann bekannt, der sich noch nie etwas hat zuschulden kommen lassen. Sowohl das Ehepaar Bolte als auch das Ehepaar Wilhelm leben von Hartz IV. Lucas versucht über Max etwas über Agneta zu erfahren, der die Frau seit seiner Schulzeit kennt. 
Philip erinnert sich an Maria. Sie komme nicht mehr, hatte sie ihm gesagt, und er solle sie in Ruhe lassen, bevor sie gegangen ist. Ganz plötzlich steht Ferdinand Bolte im Zimmer und droht ihm. Er habe seine Maria verrückt gemacht. Zur selben Zeit suchen Lucas und Blohm Agneta Wilhelm und ihren Mann in deren Zuhause auf. Agneta hat Verletzungen im Gesicht. Maria habe sich nicht geschämt, weicht sie einer Frage von Lucas aus. Und es sei doch lachhaft, dass Maria mit einem so jungen Kerl wie dem Philip … Sie habe das Verhältnis beenden wollen, doch Philip habe sie nicht gehen lassen. Lucas stellt sich die Frage, war Agneta eifersüchtig auf Maria, die mehr Geld verdiente und sogar einen jungen Liebhaber hatte?
Gerade als man Liebl noch einmal vernehmen will, geht die Meldung ein, dass er tot ist. Er ist erstochen worden. Noethen macht Druck, da man nun schon zwei Morde, aber keine brauchbare Spur hat. Zum Mord an Liebl wird auch Benedikt Huber, ein Angestellter Liebls vernommen, über den gemunkelt wird, dass er gern einen eigenen Club eröffnen würde. Er hatte mit seinem Chef eine handgreifliche Auseinandersetzung.
Lucas spricht Nadja Schumann darauf an, dass sie am Abend seines Todes noch mit Liebl telefoniert habe. Die Kommissarin will wissen, ob es Nadja nichts ausmache, dass ihr Sohn ältere Frauen liebe. Doch, das mache ihr was aus, ist ihre Antwort. Lucas findet Philip auf dem Friedhof am Grab seiner Tante, auf dem Grabstein ist der Spruch „Am Ende muss Glück sein“ eingraviert. Er beantwortet ihre direkte Frage, ob Maria habe sterben müssen, weil sie sich von ihm trennen wollte, indem er erwidert, wer denn sage, dass Maria das vorgehabt habe. Zunehmend geraten Nadja und Philip Schumann in Verdacht. Philip verteidigt sein Verhältnis mit Maria leidenschaftlich. Als alles auf Philip als Mörder von Liebl hindeutet, legt Nadja ein Geständnis ab, um ihren Sohn zu schützen. Er versichert ihr jedoch, dass sie nichts wieder gut machen könne, was sie in der Vergangenheit versäumt habe, und gibt zu, Liebl erstochen zu haben.    
Nadjas Hinweis, dass Marias Mann immer ums Lokal herumgeschlichen sei, wenn Maria mit ihrem Sohn zusammen gewesen sei, lässt Lucas aufhorchen. Er erzählt, dass er alles akzeptiert habe, aber doch nicht, dass Maria plötzlich dahergekommen sei und gesagt habe, sie habe sich verliebt. Sie habe mit Philip Schluss machen wollen, das habe sie doch versprochen. Auf der Uferpromenade habe er ihr einen Schlag versetzt und sie sei hingefallen. Er sei dann einfach weggegangen. Warum sei sie denn nicht wieder aufgestanden, warum?

## Produktion, Veröffentlichung
Am Ende muss Glück sein wurde vom 22. Juni bis zum 22. Juli 2010 in Regensburg und München und Umgebung gedreht.
Der Film wurde am 23. April 2011 um 20:15 Uhr im ZDF erstausgestrahlt.

## Rezeption

### Einschaltquote
Bei ihrer Erstausstrahlung konnte diese Folge 4,16 Mio. Zuschauer verzeichnen, was einem Marktanteil von 16,4 % entsprach.

### Kritik
Für das Lexikon des internationalen Films war Am Ende muss Glück sein ein „Routinierter (Fernsehserien-)Krimi.“
Rainer Tittelbach von Tittelbach.tv bescheinigte Autor Friedrich Ani, „ein dichtes Netz aus überschaubaren, anfangs weitgehend undurchsichtigen Beziehungen“, entwickelt zu haben. „Das Thema [werde] weder zum ‚Aufreger‘, noch ‚durchdiskutiert‘. Stark gespielt, realistisch inszeniert, tragische Miniaturen.“ Über die Arbeit der Regisseurin schrieb Tittelbach: „Die Regisseurin Maris Pfeiffer gibt dieser Geschichte – im Gegensatz zu einigen sehr stylishen Lucas-Episoden – eine passende, filmprachlich realistische Anmutung.“
Kai-Oliver Derks (teleschau – der mediendienst) konzedierte Elmar Wepper und Günter Junghans, dass dies „zwei wunderbare Rollen für die ausnehmend stark spielenden“ Schauspieler seien. Sein zusammenfassendes Urteil sah wie folgt aus: „Nach einem Buch von Friedrich Ani verfilmte Maris Pfeifer diese deprimierende Szenerie mit dem gebotenen Anstand und viel Respekt vor fast allen handelnden Personen. Auch wenn es immer und ständig um das Thema Prostitution geht, ist doch vor allem ein Film herausgekommen, der sich um Gefühle dreht: um Verzweiflung, um Angst, um Sehnsucht, um Trauer. Und ja, auch um Liebe und um Glück, wonach ein jeder auf seine Weise strebt.“
Auch Ina von Brunn von news.de beurteilte die Folge positiv und fasste zusammen: „Am Ende muss Glück sein beleuchtet ein an den Rändern unserer Gesellschaft angesiedeltes Problem. Dabei nähern sich Regie und Buch einfühlsam einem sensiblen Thema, ohne die betroffenen Frauen zu verurteilen. Die Kommissarin wird dabei zum Kontrastbild einer voll in die Gesellschaft integrierten berufstätigen älteren Frau, deren Denken kaum die Gründe, die zur Prostitution führen, zu durchdringen vermag. Abgerundet wird das Ganze durch hervorragende Gastschauspieler.“
Der Kritiker Christian Buß sprach in Spiegel Online davon, dass die Ermittlerin von der „tollen Schauspielerin Ulrike Kriener“ gespielt werde, und bescheinigte dem Krimi-Autor Friedrich Ani und der Regisseurin Maris Pfeiffer, „dass sie den schweren Stoff gewissermaßen in den Schwebe halten“. […] „Leichtfüßig und doch zielgenau w[ü]rden die psychoökonomischen Dynamiken nachgezeichnet, die das nicht sonderlich lukrative Nebengeschäft (20 Euro für die halbe Stunde) der älteren Damen zeitig[e].“ […] So gesehen sei ‚Kommissarin Lucas‘ ein Lichtblick im Fernsehkrimi-Dickicht. Die Würde der Ü-60-Bordschwalben wird immer gewahrt –  selbst als sich eine von ihnen traurig in Strapsen und Mieder im Spiegel betrachtet.